# Hòa Thuận Đông
Hòa Thuận Đông là một phường cũ thuộc quận Hải Châu, thành phố Đà Nẵng, Việt Nam.
Phường Hòa Thuận Đông có diện tích 0,95 km², dân số năm 2005 là 14.566 người, mật độ dân số đạt 15.333 người/km².

## Lịch sử
Phường Hòa Thuận Đông được thành lập ngày 23/3/2005 theo Nghị định 24/2005/NĐ-CP ngày 02/3/2005 của Chính phủ trên cơ sở chia phường Hòa Thuận thành hai phường Hòa Thuận Đông và Hòa Thuận Tây.
Ngày 24/10/2024, Ủy ban Thường vụ Quốc hội ban hành Nghị quyết số 1251/NQ-UBTVQH15 về việc sắp xếp đơn vị hành chính cấp huyện, cấp xã của thành phố Đà Nẵng giai đoạn 2023 - 2025, theo đó phường Hòa Thuận Đông được sáp nhập vào phường Bình Thuận. Nghị quyết có hiệu lực từ ngày 01/01/2025.